# Apatelodes moresca
Apatelodes moresca is een vlinder uit de familie van de Apatelodidae. De wetenschappelijke naam van de soort is, als Olceclostera moresca, voor het eerst geldig gepubliceerd in 1905 door William Schaus.